# فرد راجرز

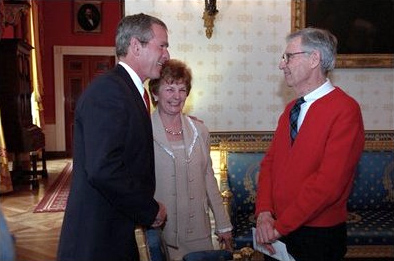
آقای راجرز میهمان خانم و آقای بوش در کاخ سفید در سال ۲۰۰۱

فرد مکفیلی راجرز (به انگلیسی: Fred McFeely Rogers) مشهور به آقای راجرز (به انگلیسی: Mister Rogers)، آموزگار و مجری مشهور به یاد ماندنی برنامه کودکان آمریکایی بود.
فرد راجرز متولد ۲۰ مارس ۱۹۲۸ ایالت پنسیلوانیا بود.
شهرت او بخاطر برنامه‌ای بود که «محلهٔ آقای راجرز» نام داشت (به انگلیسی: Mister Rogers' Neighborhood) و مدت ۳۳ سال بین ۱۹۶۸–۲۰۰۱ از شبکه پی بی اس آمریکا پخش گردید. پس از درگذشتش در سال ۲۰۰۳، سنای ایالات متحده آمریکا به پاس زحمات آقای راجرز به نسل‌ها کودک آمریکایی، در یک بیانیه از او رسماً قدردانی بعمل آورد. فیلم روزی زیبا در محله بخشی از زندگی فرد راجرز را نمایش می‌دهد. در این فیلم تام هنکس در نقش فرد راجرز ایفای نقش می‌کند.

## اوایل زندگی
راجرز در لاتروب، پنسیلوانیا متولد شد پدرش جیمز راجرز و مادرش نانسی مک فیلی نام داشت. شغل پدرش تاجر بود. مادر او از یک خانواده ثروتمند پیتزبورگ بود، در طول جنگ جهانی دوم و پس از جنگ مادرش به عنوان داوطلب در بیمارستان خدمت می‌کرد. پدربزرگ وی از فرد مک فیلی، رئیس شرکت مک فیلی بریک بود. راجرز در یک عمارت بزرگ در خیابان ۷۳۷ ولدون در لاتروب بزرگ شد.
او یک خواهر خوانده داشت، که نامش ایلین راجرز بود وی بیشتر اوقات فراغت خود را با پدربزرگش مک فیلی، که عاشق موسیقی بود، می‌گذراند. راجرز از پنج سالگی شروع به نواختن پیانو کرد و با مادرش آواز خواندن را تمرین کرد.
راجرز پس از رسیدن به سن جوانی بسیار خجالتی بود او همچنین اضافه وزن زیادی داشت. به دلیل داشتن بیماری آسم به مدرسه نمی‌رفت و درس‌هایش را در خانه می‌خواند. همین موضوع سبب می‌شد راجز را بسیاری از افراد مورد تمسخر قرار بدهند و اغلب اوقات او را یک فرد چاغ می‌دیدند.
اما راجرز در دوران دبیرستان خود در لاتروب اعتماد به نفس بیشتری نسب به خودش پیدا کرد. راجرز رئیس شورا در دوران دبیرستان و دانشگاه بود، همچنین وی عضو انجمن افتخار ملی بود. راجرز در سال ۱۹۴۶میلادی فارغ‌التحصیل شد. وی از ۱۹۴۶میلادی تا ۱۹۴۸میلادی در کالج دارتموث تحصیل کرد و سپس در کالج رولینز در وینتر پارک، فلوریدا تحصیل کرد و در سال ۱۹۵۱میلادی مدرک لیسانس آهنگ سازی را گرفت.
راجرز هنگام تحصیل در رولینز، با سارا بورد که از اوکلند، فلوریدا بود آشنا شد. آنها در ۹ ژوئن ۱۹۵۲میلادی ازدواج کردند. پس از ازدواج صاحب دو پسر شدند که به ترتیب نام‌های جیمز، در سال ۱۹۵۹میلادی و جان، در سال ۱۹۶۱میلادی به دنیا آمدند. جوآن راجرز در ژانویه ۲۰۲۱میلادی در سن ۹۲ سالگی درگذشت.